# Франс де Мюнк
Франс де Мюнк (нід. Frans de Munck, 20 липня 1922, Гоес — 24 грудня 2010, Арнем) — нідерландський футболіст, що грав на позиції воротаря за низку нідерландських клубних команд, а також німецький «Кельн» і національну збірну Нідерландів. По завершенні ігрової кар'єри — тренер, який, зокрема, приводив бельгійський «Брюгге» до перемоги у національному кубку. 

## Клубна кар'єра
У дорослому футболі дебютував 1945 року виступами за команду клубу «Сіттардзе Бойз», в якій провів п'ять сезонів. 
Своєю грою за цю команду привернув увагу представників тренерського штабу німецького «Кельна», до складу якого приєднався 1950 року. Відіграв за кельнський клуб наступні чотири сезони своєї ігрової кар'єри.
1954 року повернувся на батьківщину, ставши гравцем «Фортуни 54», згодом також захищав ворота команд ДОС, «Вендам» та «Камбюр».
Завершив професійну ігрову кар'єру у «Вітессі», за команду якого виступав протягом 1965—1966 років.

## Виступи за збірну
1949 року дебютував в офіційних матчах у складі національної збірної Нідерландів. Протягом кар'єри у національній команді, яка тривала 12 років, провів у її формі 31 матч.

## Кар'єра тренера
По завершенні кар'єри гравця 1966 року залишився у «Вітессі», очоливши його тренерський штаб. 
За три роки прийняв пропозицію стати головним тренером бельгійського «Брюгге». У за результатами першого ж сезону роботи у Бельгії привів команду з Брюгге до перемоги у Кубку країни. Ще за рік, у 1971, залишив «Брюгге» і протягом сезону працював з командою клубу «Льєрс».
Останнім місцем тренерської роботи Франса був все той же «Вітесс», головним тренером команди якого він був з 1972 по 1974 рік.
Помер 24 грудня 2010 року на 89-му році життя в Арнемі.

## Титули і досягнення

### Як гравця
- Володар Кубка Нідерландів (1):

«Фортуна 54»: 1956-1957
- Чемпіон Нідерландів (1):

ДОС: 1957-1958

### Як тренера
- Володар Кубка Бельгії (1):

«Брюгге»: 1969-1970